# メロディ・フォール
メロディ・フォール（The Melody Four）は、フランスで結成された、スティーヴ・ベレスフォード、トニー・コー、ロル・コックスヒルというイギリスのジャズ・ミュージシャン・トリオによるバンドである。

## 略歴
3人組ながら「メロディ・フォール (メロディ4)」と名付けられたバンドは、イギリス人であり、ヨーロッパにおいてもジャズの世界でビッグ・ネームと言える3人のミュージシャンにより構成されている。
1983年、シャンテネイ・フェスティバル (Festival de Chantenay lors d’un bal aux lampions)にて結成。特徴は、歌に特化したコミカルな音楽を打ち出した点にある。10年に及ぶ活動期間で、「nato / Chabada」レーベルのために6枚のアルバムなどをレコーディングしている。あらゆる場所で演奏し歌を歌い、Canal+でゲーム・ショーをアニメーション化した。
ユーロ系アメリカ音楽に最大限の敬意を払う格好で、ドリス・デイ、フレッド・アステア、マルクス兄弟のレパートリー、ソープ・オペラのテーマ曲、お気に入りの映画音楽などを、オリジナル曲とともに演奏している。2005年に発表された、それらの楽曲から18曲をまとめたコンピレーション・アルバム『On Request』では、彼らの音楽性を垣間見ることができる。

## メンバー
- スティーヴ・ベレスフォード (Steve Beresford) - ボーカル、キーボード
- トニー・コー (Tony Coe ) - ボーカル、クラリネット、サクソフォーン
- ロル・コックスヒル (Lol Coxhill) - ボーカル、サクソフォーン

## ディスコグラフィ

### スタジオ・アルバム
- Love Plays Such Funny Games (1984年)
- The Melody Four? Si Señor! (1985年)
- T.V.? Mais Oui! (1986年)
- Hello! We Must Be Going (1987年)
- Shopping For Melodies - Volume 1 (1988年)
- Shopping For Melodies - Volume 2 (1988年)

### コンピレーション・アルバム
- Shopping For Melodies (1988年)
- On Request (2005年)

### シングル
- "Les Millions D'Arlequin / La Paloma" (1984年)